# イケメン共よ メシを喰え
『イケメン共よ メシを喰え』（イケメンどもよ メシをくえ、英語: Beautiful Guys, EAT!!）は、東田基による漫画。アンソロジーコミック誌『食男 -食べる男を見るマンガ-』（ふゅーじょんぷろだくと）にて2号（2016年3月24日発売）から6号（同年7月23日発売）まで連載され、同年8月24日に単行本が発売された。
2022年7月よりテレビドラマ化された（後述）。

## 登場人物
池田好美（いけだ よしみ）
文芸誌の編集者。28歳。
配属されていた季刊誌が廃刊となり、新たにグルメ雑誌の担当になる。
細見賢人（ほそみ けんと）
文芸誌のイケメン編集者。好美の後輩。
小路新（おじ しん）
雑誌の編集長。

## 書誌情報
- 東田基『イケメン共よ メシを喰え』 Be Comics〈ふゅーじょんぷろだくと〉、全1巻
  1. 2016年8月24日発売[5]、ISBN 978-4-86589-230-7

## テレビドラマ
2022年7月10日（9日深夜）から9月25日（24日深夜）まで、テレビ大阪とTBSグロウディアの共同制作により、「真夜中ドラマ」枠にて放送された。主演は筧美和子。

### キャスト

#### 主要人物
池田好美（いけだ よしみ）〈28〉
演 - 筧美和子 （幼少期：小松ハンナ）
歓談書房の編集者。重度のイケメンオタク。趣味は乙女ゲーム。
超小食だがイケメンが食事する姿にムラムラすると食欲が増進する。
グルメとイケメンを掛け合わせた「ごはん男子」という企画を立ち上げる。
食欲が増進するのはイケメンにムラムラするだけでなく、彼らの食事に対するおいしいという気持ちが伝染したことも影響していると気づき、そのことを気付かせてくれた細見は自分にとって特別な存在と意識するようになる。
細見賢人（ほそみ けんと）〈22〉
演 - 井上祐貴
新人編集者。好美の評価は「ヤンチャ系と無気力系のハイブリッドイケメン」。
好美のラーメンの食いっぷりに一目惚れする。第1話と最終話のイケメン。
鈍感過ぎる好美に惚れていることを気付いてもらえなかったが、編集長の小路の計らいで好美と一緒に取材をした後に、好美から食事に誘われ、焼肉デートに漕ぎつける。
好美の食事中の妄想に気づいており、焼肉デートで彼女の妄想を現実に叶えてあげ、自分がいれば好美の妄想をいつでも叶えることができると告白する。
その後、飛び込みの取材をきっかけに、図らずも好美と手をつないで歩く自身の妄想を叶えることに成功する。
小路新（おじ しん）
演 - 竹中直人
グルメ雑誌「QUINA!!」の編集長。脱力系適当おじさん。バツイチ。麻布出身。
「小路さん（オジさん）」と呼ばれることを嫌い、「新さん」と呼んで欲しがる。
細見が好美に気があることを察し、好美との取材をセッティングしてあげる。
堀みずき（ほり みずき）
演 - 秋山ゆずき
好美の同期。音楽雑誌担当。
推しのミュージシャンではなく、普通のサラリーマンの彼氏が出来たと好美に報告する。
片桐夏彦（かたぎり なつひこ）
演 - 西銘駿
好美の一番の推し。ゲーム「あやかし恋廻り」のキャラ。好美の妄想の中に登場する。
樋口（ひぐち）
演 - 仁科貴
編集部に出入りするフリーカメラマン。

#### その他
「QUINA!!」の編集者
演 - 大迫可菜実、道本成美

#### ゲスト
★:登場回のイケメン。好美が設定を妄想し、実名不明な場合は命名する。
第2話
ハルキ ★
演 - 鈴木曉（WATWING）（最終話）
バンドマン。好美は「イケメンのミリオンセラー」と評価し、ハルキと命名する。
実名不明だが、好美の妄想通り「Black Cat」という人気バンドのギタリストだった。
Black Catのメンバー
演 - YUICHI、RYOMA
ハルキと「Burger Mania」で合流する。
第3話
ユズキ ★
演 - 大平峻也（最終話）
和食屋・三州屋の店員。好美の評価は「男の娘」。
イケメンでも男の娘は「ナシ」と考えていた好美に、その魅力から考えを改めさせる。
三州屋の夫婦
演 - 三上勤、杉山あゆみ
三州屋を営む大将とその妻。
第4話
健介 ★
演 - 佐野岳（最終話）
「時代屋」の車夫。好美の評価は「ディス イズ ジャパニーズ オトコマエ」。
浅草の天丼屋「まさる」で、好美の「ごはん男子」の取材依頼に応じてくれる。
第5話
幸太郎 ★
演 - 内藤秀一郎（最終話）
和菓子屋「麻布 昇月堂」の3代目。好美の評価は「トキメキと安心感の二重奏」。
シュラスコ店「GOSTOSO」に誘い、好美の「ごはん男子」の取材依頼に応じてくれる。
従業員
演 - 諒太郎、舘野将平 
GOSTOSOの従業員。
第6話
オサム ★
演 - 崎山つばさ（最終話）
メガネ男子。好美は「メガネをかけてくるために生まれてきたようなイケメン」と評価し、芥川賞作家オサムと命名する。
学生時代の初恋相手に似ていると好美は思っていたが、実は小説家デビューしたその初恋相手であった。
さぼうる2の店長
演 - 平野貴大
純喫茶さぼうる2の店長。取材で来店した好美を接客する。
学生時代、常連客であった文学青年オサムの久しぶりの来店を喜ぶ。
第7話
デフン ★
演 - 寺坂頼我（最終話）
K-POPアイドル風イケメン。好美は「韓国のイケメン」と評価し、韓国のアイドルグループ「ハイトーン」のデフンと命名する。
本当の名前はたけしで、食事を終え「ブルマックヨルサム」の店員・あけみが接客の仕事を終えると、一緒に店を後にした。
あけみ
演 - 伊藤愛真
韓国料理店「ブルマックヨルサム」の店員。来店した好美を接客する。
ブルマックヨルサムの来店客
演 - 小野寺萌乃、原藍梨、大塚美波
好美の妄想の中で「ハイトーン」のデフンに気づき、彼を取り囲む。
第8話
青山 ★
演 - 久保田悠来（最終話）
パンケーキ屋VoiVoiの客。好美は「絵に描いたようなイケオジ様」と評価し、課長の青山さんと命名する。
好美からの「ごはん男子」の取材依頼に応じてくれる。
パンケーキ屋の店長
演 - 鬼塚俊秀
パンケーキ屋VoiVoiの店長。イケメン男子の企画に応募してくるが、取材に行くとイケメン男子は休みだと言う。
パンケーキ屋のイケメン店員
演 - 布施紀行
VoiVoiのイケメン店員。19歳の大学1年。故郷の島に里帰りして店を休んでいた。
パンケーキ屋の店員
演 - 白瀬南美
VoiVoiの店員。来店した好美を接客し、お勧めのパンケーキを紹介する。
第9話
シゲル ★
演 - 佐伯大地（最終話）
トラック運転手。好美は「結婚してぇ～ワイルドイケメン」と評価し、トラック野郎シゲルと命名する。
好美は彼とのヒッチハイクでの出会いを妄想するが、現実ではもうすぐ子供が生まれる既婚者であった。
お見合い相手
演 - 後藤高彰
好美の母が紹介した好美のお見合い相手。豚鼻笑いをする肥満体型の冴えない男性のため好美は断りを入れた。
第10話
清水優心 ★
演 - 水石亜飛夢 （幼少期：鈴木かつき）（最終話）
整体師。好美の小学校時代の同級生。街で偶然再会した好美を焼き鳥店での食事に誘う。
ぽっちゃり体型からイケメンに成長しており「ゲームの世界でしかありえない設定」と好美を興奮させる。
幼い頃から優しく接し、自分のことをよく見てくれていたと好美をときめかせるが、好美に近々結婚すると告げる。
焼き鳥店の大将
演 - 黒板七郎
焼き鳥専門店「一慶」の大将。元整体師。清水に肩を揉まれる妄想をする好美から「肩を揉んで」と言われ、肩を揉んであげた。
第11話
長谷川優馬 ★
演 - 小宮璃央（最終話）
イケメンカメラマン。「ごはん男子」の取材に同行予定のカメラマン・樋口が急用（パチンコの新装開店）のため呼び寄せた代役。
好美は「端正な顔立ち、無邪気な瞳で、一挙一動を見るだけで都会の喧騒を忘れる」と評価する。
女性の食事する姿に創作意欲がみなぎる性質で、好美の食べっぷりに興奮して彼女の写真を撮りまくる。
店員
演 - 松崎イワオ
中華料理店「華錦飯店」の店員。取材予定のイケメン店員はアルバイトをバックレてしまったと伝える。
来店客
演 - 荒井日向
中華料理店「華錦飯店」の来店客。「ごはん男子」のイケメン店員がいないお詫びに大量の中華料理を振る舞われた好美が、彼を見て食欲を増進させようと妄想に挑むが、おしぼりで体をふいたり、靴下を半分脱ぐなど、行儀が悪くイケメンでないと判断される。

### スタッフ
- 原作 - 東田基『イケメン共よ メシを喰え』（ふゅーじょんぷろだくと）
- 脚本 - ニシオカ・ト・ニール、上野詩織、村田こけし、國吉咲貴、豊田百香
- 監督 - 副島宏司、永江二朗、山嵜晋平
- オープニングテーマ - Dannie May「ぐーぐーぐー」（SKID ZERO）[12]
- エンディングテーマ - チョーキューメイ「心を照らせ!」（神宮前レコード）[12]
- プロデューサー - 山本博紀（テレビ大阪）、麻生英輔（TBSグロウディア）、上野境介（キャンター）
- コンテンツプロデューサー - 金森啓（テレビ大阪）、石田雄作（テレビ大阪）
- チーフプロデューサー - 岡本宏毅（テレビ大阪）
- 制作 - テレビ大阪、TBSグロウディア
- 制作協力 - キャンター
- 製作著作 - 「イケメン共よ メシを喰え」製作委員会

### 放送日程
| 話数   | 放送日  | 登場する飲食店                         | 脚本                 | 監督     |
| ------ | ------- | -------------------------------------- | -------------------- | -------- |
| 第1話  | 7月10日 | 揚州商人 田無店                        | ニシオカ・ト・ニール | 副島宏司 |
| 第2話  | 7月17日 | Burger Mania 白金店                    | ニシオカ・ト・ニール | 副島宏司 |
| 第3話  | 7月24日 | 三州屋 銀座店                          | ニシオカ・ト・ニール | 永江二朗 |
| 第4話  | 7月31日 | まさる（浅草）                         | ニシオカ・ト・ニール | 副島宏司 |
| 第5話  | 8月07日 | 炭火シュラスコ GOSTOSO（麻布十番）     | ニシオカ・ト・ニール | 山嵜晋平 |
| 第6話  | 8月14日 | さぼうる2（神保町）                    | 上野詩織             | 山嵜晋平 |
| 第7話  | 8月21日 | ブルマックヨルサム（新大久保）         | 村田こけし           | 永江二朗 |
| 第8話  | 8月28日 | パンケーキママカフェVoiVoi（三軒茶屋） | 國吉咲貴             | 永江二朗 |
| 第9話  | 9月04日 | ご飯処＆お酒処 味八宝（新木場）        | 豊田百香             | 永江二朗 |
| 第10話 | 9月11日 | 焼き鳥専門店 一慶（高円寺）            | ニシオカ・ト・ニール | 山嵜晋平 |
| 第11話 | 9月18日 | 横浜中華街 華錦飯店                    | ニシオカ・ト・ニール | 副島宏司 |
| 最終話 | 9月25日 | 焼肉仙珠（調布市・仙川）               | ニシオカ・ト・ニール | 副島宏司 |

### 放送局
| 放送期間                | 放送時間                     | 放送局     | 対象地域 | 備考   |
| ----------------------- | ---------------------------- | ---------- | -------- | ------ |
| 2022年7月10日 - 9月25日 | 日曜 1:00 - 1:30（土曜深夜） | テレビ大阪 | 大阪府   | 製作局 |
|                         | 日曜 0:00 - 0:30（土曜深夜） | BSテレ東   | 全国     |        |

| テレビ大阪・BSテレ東 真夜中ドラマ                  | テレビ大阪・BSテレ東 真夜中ドラマ                   | テレビ大阪・BSテレ東 真夜中ドラマ            |
| 前番組                                             | 番組名                                              | 次番組                                       |
| -------------------------------------------------- | --------------------------------------------------- | -------------------------------------------- |
| 今夜はコの字で Season2 （2022年4月10日 - 6月26日） | イケメン共よ メシを喰え （2022年7月10日 - 9月25日） | 高嶺のハナさん2 （2022年10月2日 - 12月18日） |